# Таренс Кинси
Таренс Кинси (енгл. Tarence Kinsey; Тампа, Флорида, 21. март 1984) је амерички кошаркаш. Игра на позицији крила.

## Каријера
Кинси је студирао на америчком универзитету Јужна Каролина, и за њих је наступао у периоду од 2002. до 2006. Није изабран на НБА драфту 2006, али је ипак успео да потпише уговор са Мемфис гризлисима. Током сезоне 2006/07. одиграо је укупно 46 утакмица, од тога 12 као стартер, и просечно бележио 7,7 поена. Наредну сезону такође почиње у редовима Гризлиса али је одиграо само 11 утакмица пре него што је отпуштен. У јануару 2008. долази први пут у Европу и потписује за Фенербахче Улкер. Са њима осваја турско првенство и стиже до четвртфинала Евролиге.
У августу 2008. враћа се у НБА и потписује једногодишњи уговор са Кливленд кавалирсима. Одиграо је током сезоне 50 утакмица без значајнијег учинка. У августу 2009. се враћа у Фенербахче Улкер. Ту проводи две сезоне и осваја још две титуле првака Турске. Сезону 2011/12. проводи у екипи Анадолу Ефеса. У децембру 2012. потписује за екипу Скаволинија. Ту остаје до марта када потписује за Малагу до краја сезоне.
У септембру 2013. је потписао једногодишњи уговор са Партизаном. Са црно-белима је у сезони 2013/14. играо Топ 16 фазу Евролиге, али није освојио ниједан трофеј. У марту 2014. је због повреде раскинуо уговор и вратио се у САД пре него што су црно-бели одбранили титулу првака Србије.
Сезону 2014/15. је провео у екипи Нижњег Новгорода. Сезону 2015/16. је почео у екипи Трабзонспора, али је 28. децембра 2015. прешао у Црвену звезду. Са црвено-белима је остао до краја сезоне 2015/16. и освојио Јадранску лигу и Првенство Србије. Дана 23. јула 2016. године потписао је двогодишњи уговор са Хапоелом из Јерусалима. Са Хапоелом је у сезони 2016/17. освојио титулу првака Израела. Дана 1. септембра 2018. године је потписао једногодишњи уговор са Бреоганом, али је већ у децембру исте године напустио клуб и прешао у француски ЖДА Дижон до краја сезоне. У сезони 2019/20. је наступао за италијанског друголигаша Орландину.

## Успеси

### Клупски
- Фенербахче:
  - Првенство Турске (3): 2007/08, 2009/10, 2010/11.
  - Куп Турске (2): 2010, 2011.
- Црвена звезда:
  - Јадранска лига (1): 2015/16.
  - Првенство Србије (1): 2015/16.
- Хапоел Јерусалим:
  - Првенство Израела (1): 2016/17.
  - Лига куп Израела (1): 2016.

### Појединачни
- Најкориснији играч финала Првенства Турске (1): 2009/10.